# Darth Revan
Darth Revan a Csillagok háborúja történetben szereplő rejtélyes Jedi lovag, tábornok, és Revansiszta is volt egyben. Mint karizmatikus vezető, híres taktikus és tapasztalt stratéga, győzelemre vezette a Galaktikus Köztársaságot a Mandalóriai Háborúban.
A háború után már a Sith Sötét Nagyuraként, Darth Revan néven tért vissza a peremvidékekről, és a Köztársaságra zúdította a teljes flottáját, kirobbantva ezzel a Jedi Polgárháborút. Miután sikert sikerre halmozott, létrehozott egy nagyon erős Sith Birodalmat, amely nyugodtan elfoglalhatta volna a Köztársaságot, ám ezt a tervet két és fél év háborúskodás után meghiúsította tanítványa, Darth Malak árulása, melynek eredményeképp a Jedi Rend fogságába esett.
Bár Revan életét megmentette Bastila Shan közbelépése, az elméje súlyos sérüléseket szenvedett. A Jedi Tanács képtelen volt – talán nem is akarta – visszaállítani Revan tudatát; helyette beprogramoztak neki egy újat: egyet, amely a Köztársasághoz láncolja. Bár megtudta, hogy ki is ő valójában a Sithek elleni harc alatt, de elutasította a múltjában rejtőző gonoszt, legyőzte Malakot és véget vetett a háborúnak, amit saját maga robbantott ki.
Egy évvel később újra a Peremvidék felé vette útját. Revan régi mestere, Kreia szerint a terve a Galaxis megszállására csak egy része volt egy nagyobb tervnek, amelyben egy sokkal nagyobb fenyegetéstől akarta megóvni a Köztársaságot: az "Igaz Sithtől". Ezzel azt sugalmazta, hogy Revan egy egyedüli küldetésre ment, hogy legyőzze őket egyszer és mindenkorra. Idővel látomások, emlékek kezdtek előtörni Revanből. Pontosabban a régi énjének emlékei. Egy viharos bolygóról, ahol sosem süt a nap. Revan elkezdte kinyomozni mibenlétét, egészen addig, amíg eljutott erre az ismeretlen bolygóra. Itt szembesült a döbbenetes ténnyel: a Sithek nem haltak ki, egész idáig itt éltek, elbújva a Köztársaság elől. Itt volt fogva tartva éveken át, amíg Scourge Nagyúr segítségével meg nem menekült. Meetrával hárman összefogva megkísérelték megállítani a Sith Uralkodót, Vitiate-et, ám a végső harckor Scourge-nak látomása támadt, arról, hogy nem Revan fogja megállítani az Uralkodót. Ekkora elárulta társait, és hátbadöfte Meetrát. Revant elfogták, és több száz éven keresztül sztázisban tartották, miközben az Uralkodó végig mentálisan próbálta megtörni őt.
Kiszabadulása után Revant egy rajtaütés során megölték, viszont nem tudott egyesülni az Erővel. A benne lakozó sötét oldala megtagadta a halált, és továbbélt. Összefogva a Köztársaság, és a Sith Birodalom legjobbjai megállították Revant, aki így végül egyesülni tudott az Erővel.

## Életrajz

### Fiatalkor
Revan fiatalkoráról semmit sem lehet tudni. Bár vannak, akik azt állítják hogy Revan a Peremvidék mögött született, a családjáról, a szülőbolygójáról és a születéskor kapott nevét senki sem ismeri. Mindezt figyelmen kívül hagyva a Jedi Rend megfelelőnek tartotta az Erő útjainak megismerésére.

### Jedi kiképzés
Kreia volt az első, aki elvállalta Revan képzését a Jedik művészetében, és Deesra Luur Jada állítása szerint Revant a Dantoonie bolygón képezte. Revan járt a Coruscanton is, ahol ő és a legjobb barátja, Alek Squinquargesimus a "Sanda" gyakran meglátogatta Zhar Lestin mestert további képzésért. Az idős Jedi figyelmen kívül hagyta padawanja kielégíthetetlen tudásszomját, úgy tekintett rá mint túláradó szorgalomra és tudás utáni vágyra, remélve hogy ő lesz a Jedi Rend következő bajnoka. Vrook Lamar mester később azt mondta hogy Revan talán túl szorgalmas volt az Erő megismerésében, és elkezdte érdekelni az ősi "Sith Mágia" tudománya.
Idővel Revan elhagyta az első mesterét és számos más mestertől tanult, a már említett Zhartól, Dorak mestertől és Arren Kaétől. Hogy ez idő alatt mit tanult, azt pár évvel később Mical elmondta: Revan mélyrehatóan kereste az Erő kötelék folyamatának elsajátítását számos más erő megtanulása mellett. Bár végül Revan visszatért az első mesteréhez, Kreia szerint csak azért mert "rájött hogy a Jedik már semmi többet nem tudnak tanítani neki—azt kivéve, hogyan hagyhatná el őket örökre".
Bármi is az igazság, Y. e. 3,956-ban a Dantooine-i Jedi mesterek véleménye az, hogy bár egy nagyon ígéretes padawan volt, Revan makacs, büszke és túl tudásvágyó volt ahhoz hogy elutasítsa a sötét oldalt.

### A Revansiszta
A Köztársaság és a Mandalóriaiak korai peremvidéki csetepatéi alatt Revan — immár mint ismert, erős és karizmatikus Jedi lovag — meg akarta győzni a Jedi Rendet a háborúba való beavatkozásról. Bár először javaslata süket fülekre talált, a Köztársasági Média elkeresztelte a "Jedik Kereszteslovagjának", ezzel Revan tekintélyt szerzett. Az első Jedi, aki mellészegődött az ügyében az Alek volt, aki segített Revannak további Jediket megnyerni.
Y. e. 3,964 vége felé Revan, akit már tiszteletből mesternek szólítottak a követői, eldöntötte hogy a mandalóriai frontra utazik a Jedi Tanács akarata ellenére is, hogy felderítse az ellenséges vonalakat. Az úton a követőivel megálltak Tarison. A Lucien Draayjel való ismeretségében bízva Revan remélte, hogy Jediket tud toborozni az ügyének a helyi akadémiáról. Ám sem Draay mester, sem a többi Jedi nem akart — vagy nem engedték nekik — hogy csatlakozzanak Revanhoz.
Taris elhagyása után Revan a követői nagy részét a Suurja bolygón hagyta, míg ő az Onderonon és a Dxunon nyomozott. Bár Revan a Tanács elé tárta a zavaró körülményeket, amit felfedezett nem sokkal a háború első rohamai után, a Tanács újra elmondta neki hogy a Rendnek "nincs helye" a háborúban és elküldte Revant egy küldetésre, amelyben ki kellett szabadítania azokat a követőit akik fogságba estek A negyedik Suurja-i csata során. Ahogy elhagyta a Tanács üléstermét, Revan találkozott még egyszer Lucien Draayjel, és egy rövid szócsata után, mely a meghatározatlan "igazságról" szólt, Revan elindult hogy teljesítse küldetését.
Csakhogy Revan "tanítványait" kimentette két Jedi lovag, Zayne Carrick és Rohlan Dyre a szadista Demagol kísérletei elől. Mikor Revan egyesült a követőivel, folytatta a Mandalóriaiak elleni harcot...de másképp mint ahogy azt azelőtt tette. Amíg azelőtt legjobb esetben is csak kíváncsiak voltak az eredményeire, a nagy háborúban ünnepelt, közszájon forgó híresség lett. Ahogy nőtt a Revansiszta mozgalom, úgy állította be Revant a Köztársasági média mint egy megmentő kereszteslovagot, akit a tétlen Jedi Tanács igazságtalanul figyelmen kívül hagy. Először még mint a "Revansiszta vezetőként" hivatkoztak rá, nem sokkal később már új nevet adtak neki: A Revansiszta.
Revan továbbra is a Galaxist járta ezalatt, elvitte a Jedik beavatkozásáról szóló üzenetet mindenkinek aki hajlandó volt őt meghallgatni. A Serocco-i csata alatt Revan Alekkel a Cathar bolygón volt, ahol — sok más Jedivel egyetemben — megérezte hogy a Serocco bolygón több ezren halnak meg a mandalóriai bombázások miatt. A fájdalom miatt, amit érzett, csak ennyit tudott mondani a barátjának: "Érzem".
Kis idővel később, Revant meghívták egy licitálásra ahol Arkoh Adasca a szuperfegyvereit el akarta adni Revan a Jedi Renden belül egyre népszerűbb frakciójának. Mivel Revan nem tudott megjelenni mivel máshol intézte az ügyeit, elküldte Alekot maga helyett.

### A Mandalóriai Háború
Ahogy a Mandalóriai Háború folytatódott, a Köztársaság a Jedi Tanács segítségét kérte. A Tanács, épphogy kilábalva az Exar Kunnal való háborúból, visszautasította a kérelmet, egy nagyobb veszélytől félve. Revan és követői viszont nem.
A cathari csata szörnyű részletei bejárták az egész Galaxist, és — számos évvel a történtek után — Revan a hasznára fordította őket. A Jedi egy sajátos lázadást hajtott végre: nem vette figyelembe a Tanács parancsát és Jediket kezdett toborozni. Már nem a Jedi beavatkozás mellett érvelt, hanem be is avatkozott. Mint mindig, Alek volt az első aki a barátja mellé állt, de rajta kívül több száz Jedi csatlakozott a Revansisztához.
Revan belépése fordulópont volt a háborúban. Briliáns katonai stratégiái és taktikái Alek bátorságával és félelmetes elszántságával fűszerezve a Galaxis hőseivé tették őket. Sikert sikerre halmozva egyre feljebb léptek a Köztársaság ranglétráján, olyannyira, hogy a teljes köztársasági flotta harmadát rájuk bízták. Revan az új hatáskörével élve elkezdte a Köztársaság seregeinek irányítását és elkezdte visszaszorítani a mandalóriai hadakat.
Alekkel együtt felszabadították Tarist, megküzdöttek Cassus Fettel — aki a Mandalór legfőbb stratégistája volt — Jaga Csomójánál, és megsemmisítette a mandalóriai hadak nagy részét az Althiron.

### A Csillagkohó küldetés
A régi életéről mit sem tudó "új" Revan-t befogadta a Dantooineon tartózkodó Jedi tanács és megbízták egy küldetéssel. Revan és mestere Bastila Shan (aki később a szerelme lett), megtalálták egy ősi templom romjait, ahol egy Csillagtérkép volt, ami a Csillagkohóhoz vezet, de csak ha minden darabja megvan. A Jedi tanács elküldte Revan-t, hogy találja meg az összes térképet és menjen el a Csillagkohóra. Revan és társai (útközben csatlakoznak hozzá) megtalálták az elrejtett Csillag térképeket, s közben Revan megtudta az igazságot önmagáról.

### A Csillagkohó
A Csillagkohó nem más, mint egy ősi nép, a Rakaták legmodernebb alkotása. A Csillagkohó egy elrejtett, hatalmas gépezet, amit a sith Malak Nagyúr (Revan egykori tanítványa) elfoglalt. Revan történetében: Revan tanítványa lett Malak, és a Dantoinon ráleltek, egy misztikus romra, amelynek belsejében egy Csillagtérkép volt. Minden bolygón felkutatták ezeket a térképeket, amik, mint egy nagy puzzle darabjai, összeálltak és megmutatták a Csillagkohó rejtekhelyét. Mikor Revan társaival megtalálja a Csillagtérképeket, elmegy a Csillagkohóhoz. De előtte Bastilia Shan-t, az ígéretes jedi-t (aki harci meditációjával legyőzte az egykori Revan-t) Malak, a Sötét oldalra vonzza. A Csillagkohón Revan végleg eltaszítja régi énjét, legyőzi Bastiliát (és utána visszatéríti a világos oldalra) és Malakot, de közben megtudja, hogy a Csillagkohó nem csupán egy gép. Hanem egy élőlény, ami elnyeli a Sötét Erőt. Revan legyőzi régi tanítványát, és társaival elpusztítják Csillagkohót. Ezek után Revant és társait a legrangosabb Köztársasági érdemrenddel, a Bátorság Kereszttel tüntetik ki. Egy évvel később Revan legtöbb emléke visszatért, s így az Igazi Sith fenyegetésére is újra emlékezet. Ezért elhagyta az ismert világokat, hogy megkeresse és végleg legyőzze az Igazi Sitheket.
Revan elhagyta az ismert galaxist, és az Ismeretlen Régiók felé vette útját. Kreia szerint azért, hogy legyőzze az igaz Sitheket. Egy másik fontos Jedi lovag, a Kitaszított (v. Számkivetett) szintén Revan útjára lépett. Revan mindent itthagyott: barátokat, szerelmét (Bastilát), a Köztársaságot. Hollétéről vagy állapotáról semmit sem tudni.

## A Sötét Nagyúr hagyatéka
Revan hagyatéka egy holokron, amit később Darth Bane talál meg és ez alapján jön létre a Kettő Szabálya.